# Taça Minas Gerais
La Taça Minas Gerais è una competizione calcistica organizzata nel Minas Gerais, in Brasile. Dal 1973 al 1977, è stata disputata come un torneo a parte, ma dal 1979 al 1986, si è giocata come una delle fasi del Campionato Mineiro, non diversamente dalla Taça Guanabara del Campionato Carioca. Il vincitore si qualifica per la Coppa del Brasile, dato che il Minas Gerais può avere cinque posti nella coppa, gli altri quattro sono dedicati ai primi quattro classificati nel Campionato Mineiro.

## Albo d'oro
| Anno         | Campione         |
| ------------ | ---------------- |
| 1973         | Cruzeiro         |
| 1974         | non disputato    |
| 1975         | Atlético Mineiro |
| 1976         | Atlético Mineiro |
| 1977         | Villa Nova       |
| 1978         | non disputato    |
| 1979         | Atlético Mineiro |
| 1980         | Uberaba          |
| 1981         | Democrata        |
| 1982         | Cruzeiro         |
| 1983         | Cruzeiro         |
| 1984         | Cruzeiro         |
| 1985         | Cruzeiro         |
| 1986         | Atlético Mineiro |
| 1987         | Atlético Mineiro |
| 1988 al 1998 | non disputato    |
| 1999         | URT              |
| 2000         | URT              |
| 2001 al 2002 | non disputato    |
| 2003         | Uberlândia       |
| 2004         | Ipatinga         |
| 2005         | América          |
| 2006         | Villa Nova       |
| 2007         | Ituiutaba        |
| 2008         | Tupi             |
| 2009         | Uberaba          |
| 2010         | Uberaba          |
| 2011         | Ipatinga         |
| 2012         | Boa Esporte      |

## Titoli per squadra
| Squadra          | Città                | Titoli |
| ---------------- | -------------------- | ------ |
| Atlético Mineiro | Belo Horizonte       | 5      |
| Cruzeiro         | Belo Horizonte       | 5      |
| Uberaba          | Uberaba              | 3      |
| Boa Esporte      | Varginha             | 2      |
| Ipatinga         | Ipatinga             | 2      |
| URT              | Patos de Minas       | 2      |
| Villa Nova       | Nova Lima            | 2      |
| América          | Belo Horizonte       | 1      |
| Democrata        | Governador Valadares | 1      |
| Tupi             | Juiz de Fora         | 1      |
| Uberlândia       | Uberlândia           | 1      |